# Melanophoma karroo
Melanophoma karroo är en svampart som beskrevs av Papendorf & J.W. du Toit 1967. Melanophoma karroo ingår i släktet Melanophoma, divisionen sporsäcksvampar och riket svampar.   Inga underarter finns listade i Catalogue of Life.